# Perbromát

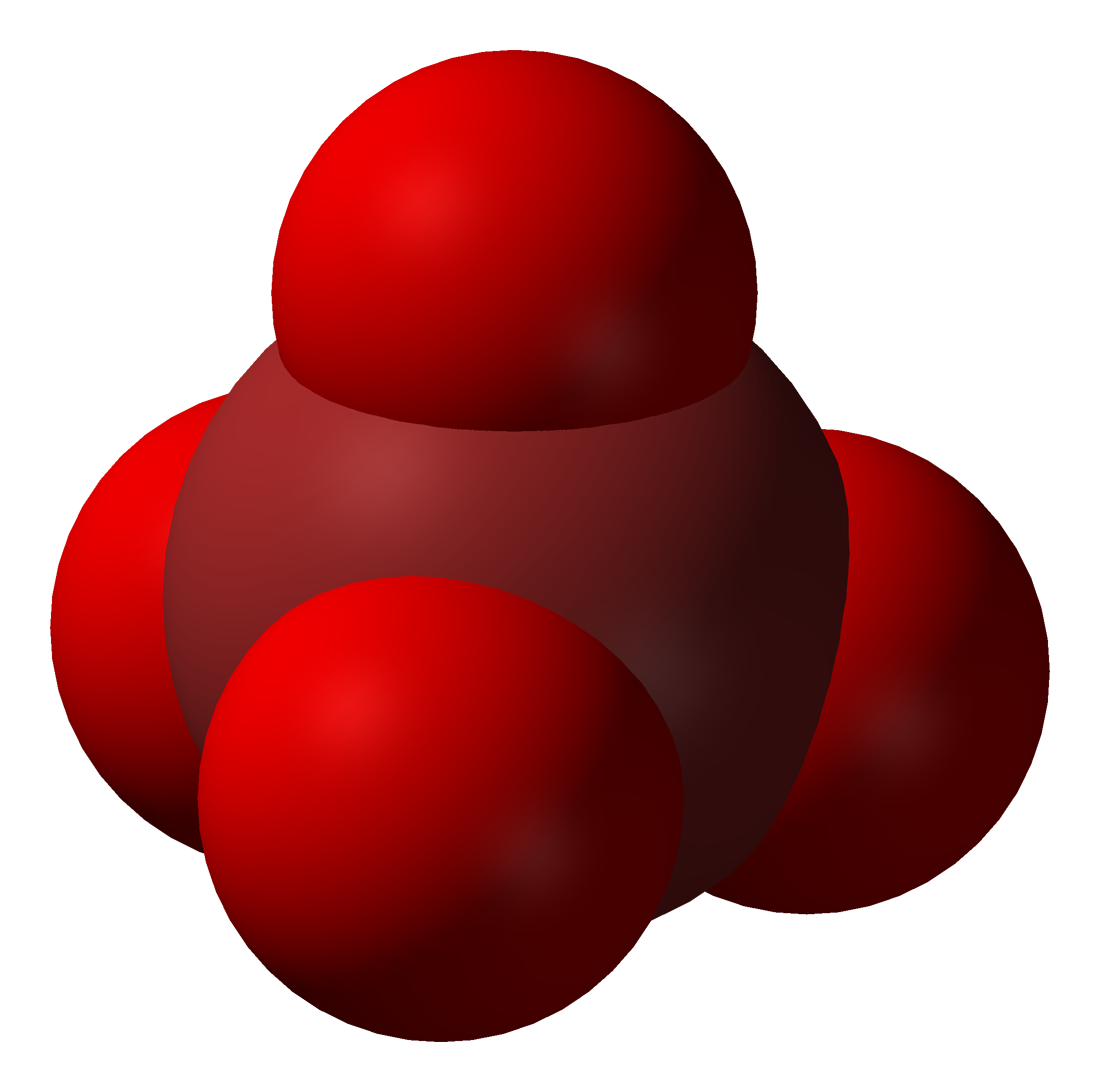
Perbromát anion, BrO_{4}^{−}

A perbrómsav szerkezete

A perbromát egy oxoanion, amely a perbrómsav konjugált bázisa, kémiai képlete BrO−4, melyben a bróm oxidációs száma +7. A perkloráttal és a perjodáttal ellentétben jelentősen nehezebb előállítani és izolálni. A molekulaszerkezetében a központi brómatom körül tetraéderesen négy oxigénatom helyezkedik el. A BrO−4/Br− redoxi rendszer standardpotenciálja 14-es pH-értéknél +0,68 V, ami a szelenit vegyületekéhez hasonló értéket mutat.
Rendkívül erős oxidálószer, amely számos kémiai folyamatban felhasználható.

## Szintézise
A perbromátiont először 1968-ban állították elő, szelén-83 izotópot tartalmazó szelenát sóból béta-bomlás útján:
83SeO42− → 83BrO4− + β−
Előállítható – bár csak csekély kitermeléssel – LiBrO3 elektrolízisével is, továbbá szintetizálható bromát xenon-difluoriddal történő kontrollált oxidálásával is, bár ez a módszer speciális laboratóriumi körülményeket igényel. A perbromátok megfelelő protonálásával perbrómsavat lehet előállítani, amely azonban rendkívül instabil vegyület.
Egyik leghatékonyabb és nagyobb léptékben is megvalósítható előállítási módszere a bromátion oxidálása fluorral erősen lúgos közegben:
BrO−3 + F2 + 2 OH− → BrO−4 + 2 F− + H2O
Ezt a szintézismódszert jóval könnyebb nagyobb léptékben és ipari körülmények között megvalósítani, mint az elektrolízist vagy a xenon-difluoriddal történő oxidációt, amely kizárólag laboratóriumi környezetben gazdaságos.
A perbromátionok előállíthatók továbbá bromát vizes oldatának elektrolitikus oxidációjával magasabb feszültségen, vagy bromát elemi fluorral történő közvetlen oxidációjával megfelelő reakciókörülmények között.
2011-ben kutatók egy új, korábbiaknál jóval hatásosabb szintézismódszert fedeztek fel: perbromátionok keletkeznek hipobromit- és bromátionok lúgos nátrium-hipobromit oldatban lejátszódó reakciójában, amely jelentősen megnövelte a kitermelési hatékonyságot. Ez az eljárás alacsonyabb energiafelhasználást és környezeti terhelést jelent a korábbi szintézismódszerekhez képest.

## Tulajdonságai
A perbromát szerkezetileg és kémiai viselkedésében hasonló az analóg perkloráthoz, de azzal ellentétben termikusan nem közvetlenül bromidokká bomlik, hanem először bromáttá alakul oxigén felszabadulása mellett:
{\displaystyle \mathrm {2\ KBrO_{4}\longrightarrow \ 2\ KBrO_{3}\ +O_{2}} }
 A kálium-perbromát hevítve kálium-bromátra és oxigénre bomlik.
A perbromátionok vizes oldatban rendkívül stabilak, különösen semleges vagy enyhén lúgos közegben. Savas környezetben azonban fokozatosan bomlanak bromáttá és oxigénné. A perbromátsók többsége jól oldódik vízben, kivéve néhány nehézfém-perbromátot, amelyek korlátozott oldhatóságot mutatnak. A perbromátok erős oxidálószerek, reaktivitásuk gyakran meghaladja a perklorátokét és más halogén-oxoanionokét is.

## Fordítás
Ez a szócikk részben vagy egészben  a   Perbromate című német Wikipédia-szócikk ezen változatának fordításán alapul.  Az eredeti cikk szerkesztőit annak laptörténete sorolja fel. Ez a jelzés csupán a megfogalmazás eredetét és a szerzői jogokat jelzi, nem szolgál a cikkben szereplő információk forrásmegjelöléseként.
Ez a szócikk részben vagy egészben  a   Perbromate című angol Wikipédia-szócikk ezen változatának fordításán alapul.  Az eredeti cikk szerkesztőit annak laptörténete sorolja fel. Ez a jelzés csupán a megfogalmazás eredetét és a szerzői jogokat jelzi, nem szolgál a cikkben szereplő információk forrásmegjelöléseként.